# محمد عمران (قاری)
شیخ محمد أحمد عمران (۱۵ اکتبر ۱۹۴۴ - ۶ اکتبر ۱۹۹۴) قاری قرآن و منشد دینی مصری بود. او اهل شهر طهطا در استان سوهاج بود.
عمران نابینا بود. او در ده سالگی حافظ قرآن شد. قبل از دوازده سالگی به قاهره رفت و وارد مؤسسه قرائت قرآن در طنطا شد و سپس به مدرسه موسیقی نابینایان پیوست. دیپلم را از دبیرستان الازهر دریافت کرد. در شرکت حلوان به عنوان قاری قرآن استخدام شد و به شهرت رسید. در هنرگزینی رادیو مصر در اوایل دهه هفتاد شرکت کرد و پس موفقیت ممتاز در آزمون به عنوان خواننده مورد پذیرش قرار گرفت.
او در بسیاری از برنامه‌های خوانندگی مذهبی شرکت می‌کرد و آواز می‌خواند. او در ۶ اکتبر ۱۹۹۴ درگذشت.